# خوسيه بادييا سانشيث
خوسيه بادييا سانشيث (بالإنجليزية: José Padilla)‏ (23 مايو 1889 في المرية - 25 أكتوبر 1960 في مدريد) ملحن، وقائد أوركسترا، وعازف بيانو من إسبانيا.